# Чемпіонат світу з футболу 1970 (група 2)
Матчі Групи 2 чемпіонату світу з футболу 1970 відбувалися з 2 по 11 червня 1970 року на стадіонах Куаутемок та Немесіо Діес. Учасниками змагання в групі були збірні Ізраїлю, Італії, Уругваю і Швеції. Переможцями групи стали італійці, а друге місце і, відповідно, другу путівку до стадії плей-оф з Групи 2 здобули уругвайці завдяки кращій різниці голів, ніж у Швеції.
Абсолютний новачок фінальних частин чемпіонатів світу, збірна Ізраїлю, посіла останнє місце, проте продемонструвала пристойний рівень гри, здобувши дві нічиї у трьох іграх.

## Турнірне становище
| Поз | Команда | І | В | Н | П | ГЗ | ГП | РГ | О | Кваліфікація     |
| --- | ------- | - | - | - | - | -- | -- | -- | - | ---------------- |
| 1   | Італія  | 3 | 1 | 2 | 0 | 1  | 0  | +1 | 4 | Вихід до плей-оф |
| 2   | Уругвай | 3 | 1 | 1 | 1 | 2  | 1  | +1 | 3 | Вихід до плей-оф |
| 3   | Швеція  | 3 | 1 | 1 | 1 | 2  | 2  | 0  | 3 |                  |
| 4   | Ізраїль | 3 | 0 | 2 | 1 | 1  | 3  | −2 | 2 |                  |

## Матчі
Час матчів наведений за місцевим часом (UTC−6)

### Уругвай— Ізраїль
Абсолютний дебют збірної Ізраїлю у фінальних частинах чемпіонатів світу виявився невдалим — попри втрату свого лідера і капітана команди Педро Рочи через травму вже у дебюті грі уругвайці досить впевнено довели свій статус фаворитів двобою. На 23-й хвилині гри Ільдо Манейро замкнув навіс з флангу від Хуана Мухіки, скориставшись невпевненою грою воротаря суперників Віссокера, а на початку другого тайму вже сам Мухіка відзначився голом, вдало зігравши на добиванні після удару того ж Манейро.
| 2 червня 1970 16:00 |

| Уругвай                | 2–0      | Ізраїль |
| ---------------------- | -------- | ------- |
| Манейро 23' Мухіка 50' | Протокол |         |

| Куаутемок, Пуебла Глядачів: 20,654 Арбітр: Боббі Девідсон (Шотландія) |

| Уругвай | Ізраїль |

|                  |    |                         |  |     |
|                  |    |                         |  |     |
| ВР               | 1  | Ладислао Мазуркевич     |  |     |
| ЗХ               | 4  | Луїс Убінья             |  |     |
| ЗХ               | 2  | Атіліо Анчета           |  |     |
| ЗХ               | 3  | Роберто Матосас         |  |     |
| ЗХ               | 6  | Хуан Мухіка             |  |     |
| ПЗ               | 7  | Луїс Кубілья            |  |     |
| ПЗ               | 5  | Хуліо Монтеро Кастільйо |  |     |
| ПЗ               | 10 | Ільдо Манейро           |  |     |
| ПЗ               | 8  | Педро Роча (к)          |  | 12' |
| ПЗ               | 21 | Хуліо Лосада            |  |     |
| НП               | 9  | Віктор Еспарраго        |  |     |
| Заміни:          |    |                         |  |     |
| НП               | 20 | Хуліо Сесар Кортес      |  | 12' |
| Головний тренер: |    |                         |  |     |
| Хуан Гогберг     |    |                         |  |     |

|                  |    |                      |  |     |
|                  |    |                      |  |     |
| ВР               | 1  | Іцхак Віссокер       |  |     |
| ЗХ               | 12 | Їшааяху Швагер       |  |     |
| ЗХ               | 4  | Давид Примо          |  |     |
| ЗХ               | 14 | Дані Шмулевич-Ром    |  | 57' |
| ЗХ               | 5  | Цві Розен            |  |     |
| ПЗ               | 6  | Шмуель Розенталь     |  |     |
| ПЗ               | 8  | Жора Шпігель         |  |     |
| ПЗ               | 10 | Мордехай Шпіглер (к) |  |     |
| ПЗ               | 7  | Іцхак Шум            |  |     |
| НП               | 9  | Єгошуа Файгенбаум    |  |     |
| НП               | 15 | Рахамім Талбі        |  | 46' |
| Заміни:          |    |                      |  |     |
| ЗХ               | 2  | Шрага Бар            |  | 46' |
| ЗХ               | 16 | Йоханан Воллах       |  | 57' |
| Головний тренер: |    |                      |  |     |
| Еммануель Шеффер |    |                      |  |     |

| Асистенти арбітра: Рудольф Шойрер (Швейцарія) Сеюм Тарекегн (Ефіопія) |

### Італія— Швеція
На грі позначилося місце її проведення, розташована на висоті 2,7 кілометрів над рівнем моря Толука. Гравці обох команд не повною мірою акліматизувалися до таких умов і проводили матч у невисокому темпі. Вирішальний гол зустрічі було забито ще у її дебюті, коли італійський нападник Анджело Доменгіні при розіграші кутового удару обігрався із Джачінто Факкетті і завдав удару з-поза меж карного майданчика. Шведський воротар Ронні Гельстрем намагався зафіксувати м'яч, проте пропустив його під собою у сітку воріт.
| 3 червня 1970 16:00 |

| Італія        | 1–0      | Швеція |
| ------------- | -------- | ------ |
| Доменгіні 10' | Протокол |        |

| Немесіо Діес, Толука-де-Лердо Глядачів: 13,433 Арбітр: Джек Тейлор (Англія) |

| Італія | Швеція |

|                      |    |                       |  |     |
|                      |    |                       |  |     |
| ВР                   | 1  | Енріко Альбертозі     |  |     |
| ЗХ                   | 2  | Тарчізіо Бурньїч      |  |     |
| ЗХ                   | 5  | П'єрлуїджі Чера       |  |     |
| ЗХ                   | 7  | Комунардо Нікколаї    |  | 37' |
| ЗХ                   | 3  | Джачінто Факкетті (к) |  |     |
| ПЗ                   | 10 | Маріо Бертіні         |  |     |
| ПЗ                   | 16 | Джанкарло Де Сісті    |  |     |
| ПЗ                   | 15 | Сандро Маццола        |  |     |
| НП                   | 13 | Анджело Доменгіні     |  |     |
| НП                   | 20 | Роберто Бонінсенья    |  |     |
| НП                   | 11 | Луїджі Ріва           |  |     |
| Заміни:              |    |                       |  |     |
| ЗХ                   | 8  | Роберто Розато        |  | 37' |
| Головний тренер:     |    |                       |  |     |
| Ферруччо Валькареджі |    |                       |  |     |

|                  |    |                     |     |     |
|                  |    |                     |     |     |
| ВР               | 1  | Ронні Гельстрем     |     |     |
| ЗХ               | 13 | Клас Кронквіст      | 56' |     |
| ЗХ               | 3  | Курт Аксельссон     |     |     |
| ЗХ               | 4  | Бйорн Нордквіст (к) |     |     |
| ЗХ               | 5  | Роланд Гріп         |     |     |
| ПЗ               | 6  | Томмі Свенссон      |     |     |
| ПЗ               | 7  | Бу Ларссон          |     | 80' |
| ПЗ               | 20 | Ян Ульссон          |     |     |
| НП               | 8  | Лейф Ерікссон       |     | 68' |
| НП               | 9  | Уве Чіндваль        |     |     |
| НП               | 10 | Уве Гран            |     |     |
| Заміни:          |    |                     |     |     |
| ПЗ               | 19 | Йоран Ніклассон     |     | 80' |
| НП               | 21 | Інге Ейдерстедт     |     | 68' |
| Головний тренер: |    |                     |     |     |
| Урвар Бергмарк   |    |                     |     |     |

| Асистенти арбітра: Рудольф Шойрер (Швейцарія) Алі Канділь (Єгипет) |

### Уругвай— Італія
У матчі двох фаворитів групи, які до того ж очікувано виграли свої ігри першого туру, обидві команди побудували гру від оборони. За відсутності своїх лідерів (уругваєць Педро Роча травмувався у першій грі турніру і пропустив решту його матчів, а італієць Джанні Рівера був залишений тренерським штабом поза заявкою на гру з дисциплінарних міркувань) команди-суперниці від початку були не проти здобуття одного очка і досягли бажаного, зігравши у нульову нічию, заслуживши своєю пасивною грою на свист з трибун стадіону.
| 6 червня 1970 16:00 |

| Уругвай | 0–0      | Італія |
| ------- | -------- | ------ |
|         | Протокол |        |

| Куаутемок, Пуебла Глядачів: 29,968 Арбітр: Руді Глекнер (НДР) |

| Уругвай | Італія |

|                  |    |                         |    |     |
|                  |    |                         |    |     |
| ВР               | 1  | Ладислао Мазуркевич     |    |     |
| ЗХ               | 4  | Луїс Убінья (к)         |    |     |
| ЗХ               | 2  | Атіліо Анчета           |    |     |
| ЗХ               | 3  | Роберто Матосас         |    |     |
| ЗХ               | 6  | Хуан Мухіка             |    |     |
| ПЗ               | 7  | Луїс Кубілья            |    |     |
| ПЗ               | 5  | Хуліо Монтеро Кастільйо |    |     |
| ПЗ               | 10 | Ільдо Манейро           |    |     |
| ПЗ               | 20 | Хуліо Сесар Кортес      | ЖК |     |
| ПЗ               | 17 | Рубен Бареньйо          |    | 70' |
| НП               | 9  | Віктор Еспарраго        |    |     |
| Заміни:          |    |                         |    |     |
| НП               | 19 | Оскар Субія             |    | 70' |
| Головний тренер: |    |                         |    |     |
| Хуан Гогберг     |    |                         |    |     |

|                      |    |                       |  |     |
|                      |    |                       |  |     |
| ВР                   | 1  | Енріко Альбертозі     |  |     |
| ЗХ                   | 2  | Тарчізіо Бурньїч      |  |     |
| ЗХ                   | 5  | П'єрлуїджі Чера       |  |     |
| ЗХ                   | 8  | Роберто Розато        |  |     |
| ЗХ                   | 3  | Джачінто Факкетті (к) |  |     |
| ПЗ                   | 13 | Анджело Доменгіні     |  | 46' |
| ПЗ                   | 10 | Маріо Бертіні         |  |     |
| ПЗ                   | 15 | Сандро Маццола        |  |     |
| ПЗ                   | 16 | Джанкарло Де Сісті    |  |     |
| НП                   | 20 | Роберто Бонінсенья    |  |     |
| НП                   | 11 | Луїджі Ріва           |  |     |
| Заміни:              |    |                       |  |     |
| ЗХ                   | 21 | Джузеппе Фуріно       |  | 46' |
| Головний тренер:     |    |                       |  |     |
| Ферруччо Валькареджі |    |                       |  |     |

| Асистенти арбітра: Курт Ченшер (ФРН) Йосип-Драго Горват (Югославія) |

### Швеція— Ізраїль
У грі команд, що поступилися у матчах першого туру, для кожної із команд поразка значила б завершення боротьби на турнірі, тому гравці віддавали максимум сил на полі попри розріджене повітря високогірної Толуки. Особливо активним був лідер атак шведів Уве Чіндваль, який, утім, не зміг пройти добре організовану і вмотивовану оборону суперників. Натомість на початку другого тайму успіху досяг інший нападник скандинавів Том Турессон, замкнувши простріл від Ганса Селандера. Проте вже за три хвилини уболівальників шведів шокував Мордехай Шпіглер, чий дальній удар досяг мети, зрівнявши рахунок гри і ставши першим (і наразі єдиним в історії) голом футболістів Ізраїлю у фінальних частинах чемпіонатів світу. Подальші намагання шведів відновити перевагу успіху не мали.
| 7 червня 1970 12:00 |

| Швеція       | 1–1      | Ізраїль     |
| ------------ | -------- | ----------- |
| Турессон 53' | Протокол | Шпіглер 56' |

| Немесіо Діес, Толука-де-Лердо Глядачів: 9,624 Арбітр: Сеюм Тарекегн (Ефіопія) |

| Швеція | Ізраїль |

|                  |    |                     |     |     |
|                  |    |                     |     |     |
| ВР               | 12 | Свен-Гуннар Ларссон |     |     |
| ЗХ               | 2  | Ганс Селандер       |     |     |
| ЗХ               | 3  | Курт Аксельссон     |     |     |
| ЗХ               | 20 | Ян Ульссон          |     |     |
| ЗХ               | 5  | Роланд Гріп         |     |     |
| ПЗ               | 6  | Томмі Свенссон (к)  |     |     |
| ПЗ               | 7  | Бу Ларссон          |     |     |
| ПЗ               | 16 | Томас Нордаль       |     |     |
| НП               | 18 | Том Турессон        |     |     |
| НП               | 9  | Уве Чіндваль        |     |     |
| НП               | 11 | Ер'ян Перссон       | 72' | 75' |
| Заміни:          |    |                     |     |     |
| НП               | 22 | Стен Польссон       |     | 75' |
| Головний тренер: |    |                     |     |     |
| Урвар Бергмарк   |    |                     |     |     |

|                  |    |                      |     |     |
|                  |    |                      |     |     |
| ВР               | 1  | Іцхак Віссокер       |     |     |
| ЗХ               | 2  | Шрага Бар            | 38' |     |
| ЗХ               | 4  | Давид Примо          | 89' |     |
| ЗХ               | 16 | Йоханан Воллах       |     | 51' |
| ЗХ               | 5  | Цві Розен            |     |     |
| ПЗ               | 12 | Їшааяху Швагер       |     |     |
| ПЗ               | 6  | Шмуель Розенталь     |     |     |
| ПЗ               | 7  | Іцхак Шум            |     |     |
| НП               | 10 | Мордехай Шпіглер (к) |     |     |
| НП               | 8  | Жора Шпігель         |     |     |
| НП               | 9  | Єгошуа Файгенбаум    |     |     |
| Заміни:          |    |                      |     |     |
| ПЗ               | 19 | Роні Шурук           |     | 51' |
| Головний тренер: |    |                      |     |     |
| Еммануель Шеффер |    |                      |     |     |

| Асистенти арбітра: Андрей Редулеску (Румунія) Йосип-Драго Горват (Югославія) |

### Швеція— Уругвай
Грі передував скандал, викликаний чутками, що бразильський рефері Айртон де Мораес, що мав її обслуговувати, виходив на представників Уругваю, вимагаючи гроші за прихільне суддівство. ФІФА провела розслідування, за результатами якого чутки спростувала, проте на всяк випадок провела заміну арбітра гри, призначивши на неї Генрі Ландауера зі США. Ургугвайці, чий виступ на попередньому чемпіонаті світу завершився не без сумнівних суддівських рішень, побачили в цьому чергову спробу ФІФА завадити просуванню південноамериканських команд турнірною сіткою і погрожували знятися зі змагання, проте врешті-решт утрималися від такого рішення.
На момент гри збірна Уругваю мала двоочкову перевагу над Швецією у турнірній таблиці і пропускала європейців до стадії плей-оф лише за умови поразки із різницею у щонайменше два голи. Тому південноамериканці очікувано зробили акцент на захисті власних воріт, хоча ця початкова тактика могла себе не виправдати вже у дебюті гри, коли вже на першій хвилині удар Лейфа Ерікссона поцілив у каркас їх воріт. Утім врешті-решт Уругвай досить успішно оборонявся і дозволив суперникам відзначитися лише на останній хвилині гри, коли забити удруге і досягнути необхідного результату шансів у скандинавів вже фактично не лишалося.
| 10 червня 1970 16:00 |

| Швеція   | 1-0      | Уругвай |
| -------- | -------- | ------- |
| Гран 90' | Протокол |         |

| Куаутемок, Пуебла Глядачів: 18,163 Арбітр: Генрі Ландауер (США) |

| Швеція | Уругвай |

|                  |    |                     |  |     |
|                  |    |                     |  |     |
| ВР               | 12 | Свен-Гуннар Ларссон |  |     |
| ЗХ               | 2  | Ганс Селандер       |  |     |
| ЗХ               | 3  | Курт Аксельссон     |  |     |
| ЗХ               | 4  | Бйорн Нордквіст (к) |  |     |
| ЗХ               | 5  | Роланд Гріп         |  |     |
| ПЗ               | 6  | Томмі Свенссон      |  |     |
| ПЗ               | 7  | Бу Ларссон          |  |     |
| ПЗ               | 19 | Йоран Ніклассон     |  | 84' |
| НП               | 8  | Лейф Ерікссон       |  |     |
| НП               | 9  | Уве Чіндваль        |  | 58' |
| НП               | 11 | Ер'ян Перссон       |  |     |
| Заміни:          |    |                     |  |     |
| НП               | 10 | Уве Гран            |  | 84' |
| НП               | 18 | Том Турессон        |  | 58' |
| Головний тренер: |    |                     |  |     |
| Урвар Бергмарк   |    |                     |  |     |

|                  |    |                         |  |     |
|                  |    |                         |  |     |
| ВР               | 1  | Ладислао Мазуркевич     |  |     |
| ЗХ               | 4  | Луїс Убінья (к)         |  |     |
| ЗХ               | 6  | Хуан Мухіка             |  |     |
| ЗХ               | 5  | Хуліо Монтеро Кастільйо |  |     |
| ЗХ               | 2  | Атіліо Анчета           |  |     |
| ПЗ               | 3  | Роберто Матосас         |  |     |
| ПЗ               | 9  | Віктор Еспарраго        |  | 61' |
| ПЗ               | 10 | Ільдо Манейро           |  |     |
| ПЗ               | 20 | Хуліо Сесар Кортес      |  |     |
| НП               | 19 | Оскар Субія             |  |     |
| НП               | 21 | Хуліо Лосада            |  |     |
| Заміни:          |    |                         |  |     |
| НП               | 15 | Дагоберто Фонтес        |  | 61' |
| Головний тренер: |    |                         |  |     |
| Хуан Гогберг     |    |                         |  |     |

| Асистенти арбітра: Джек Тейлор (Англія) Андрей Редулеску (Румунія) |

### Італія— Ізраїль
Аби гарантувати собі вихід до плей-оф, італійцям було достатньо нічиєї, тому попри статус однозначного фаворита й досвід попередньої гри, коли їхню пасивність освистали з трибун, вони не форсували події і грали підкреслено прагматично. Збірна Італії все ж була ближчою до перемоги, адже забитий нею гол скасовано й претензії на отримання права на пенальті в суперечливій ситуації відхилено, а удар Джанкарло Де Сісті прийняла на себе стійка воріт Ізраїлю. Утім врешті-решт гра завершилася нульовою нічиєю, навіть попри вихід на другий тайм Джанні Рівери, головної зірки команди, яку на перші матчі турніру тренери не випускали з «виховною метою». Таким чином Італія стала автором непересічного досягнення, посівши перше місце у своїй групі і маючи при цьому в активі лише один забитий гол у трьох матчах.
| 11 червня 1970 16:00 |

| Італія | 0–0      | Ізраїль |
| ------ | -------- | ------- |
|        | Протокол |         |

| Немесіо Діес, Толука-де-Лердо Глядачів: 9,890 Арбітр: Айртон Віейра де Мораес (Бразилія) |

| Італія | Ізраїль |

|                      |    |                       |     |     |
|                      |    |                       |     |     |
| ВР                   | 1  | Енріко Альбертозі     |     |     |
| ЗХ                   | 2  | Тарчізіо Бурньїч      |     |     |
| ЗХ                   | 5  | П'єрлуїджі Чера       |     |     |
| ЗХ                   | 8  | Роберто Розато        |     |     |
| ЗХ                   | 3  | Джачінто Факкетті (к) |     |     |
| ПЗ                   | 10 | Маріо Бертіні         |     |     |
| ПЗ                   | 16 | Джанкарло Де Сісті    |     |     |
| ПЗ                   | 15 | Сандро Маццола        |     |     |
| НП                   | 13 | Анджело Доменгіні     |     | 46' |
| НП                   | 20 | Роберто Бонінсенья    | 90' |     |
| НП                   | 11 | Луїджі Ріва           |     |     |
| Заміни:              |    |                       |     |     |
| ПЗ                   | 14 | Джанні Рівера         |     | 46' |
| Головний тренер:     |    |                       |     |     |
| Ферруччо Валькареджі |    |                       |     |     |

|                  |    |                      |     |     |
|                  |    |                      |     |     |
| ВР               | 1  | Іцхак Віссокер       |     |     |
| ЗХ               | 2  | Шрага Бар            |     |     |
| ЗХ               | 4  | Давид Примо          | 62' |     |
| ЗХ               | 12 | Їшааяху Швагер       |     |     |
| ЗХ               | 6  | Шмуель Розенталь     |     |     |
| ПЗ               | 5  | Цві Розен            |     |     |
| ПЗ               | 3  | Менахем Белло        | 67' |     |
| ПЗ               | 7  | Іцхак Шум            |     |     |
| НП               | 10 | Мордехай Шпіглер (к) |     |     |
| НП               | 8  | Жора Шпігель         |     |     |
| НП               | 9  | Єгошуа Файгенбаум    |     | 46' |
| Заміни:          |    |                      |     |     |
| НП               | 14 | Дані Шмулевич-Ром    |     | 46' |
| Головний тренер: |    |                      |     |     |
| Еммануель Шеффер |    |                      |     |     |

| Асистенти арбітра: Сеюм Тарекегн (Ефіопія) Курт Ченшер (ФРН) |